# Sage Karam
Sage Rennie Karam (Nazareth, 25 de setembro de 1991) é um automobilista norte-americano.
Iniciou sua carreira pilotando karts. Em 2010, aos 15 anos, profissionalizou-se no automobilismo disputando a U.S. F2000 National Championship, conquistando o título da categoria logo em seu ano de estreia.
Em 2011, foi para a Star Mazda (atual Pro Mazda Championship), onde permaneceu por dois anos com a equipe Andretti Autosport. Pela Indy Lights, conquistou o título ao vencer três corridas e conquistar, ao todo, nove pódios (além das vitórias, Karam obteve quatro terceiros lugares e dois segundos) e 460 pontos marcados. Apenas duas vezes (Toronto e Mid-Ohio) o jovem piloto ficou abaixo do quinto lugar. Além do campeonato, Sage foi eleito o rookie do ano, sendo o oitavo estreante a sagrar-se campeão da categoria.
Além disso, também disputa provas esporádicas da NASCAR.

## Participação na Indy 500
Em abril de 2014, a Chip Ganassi Racing anunciou a contratação de Karam para as 500 Milhas de Indianápolis. Inicialmente, fará parte do programa de desenvolvimento de jovens pilotos da equipe, que o emprestou à Dreyer & Reinbold para disputar a corrida.
Seu desempenho em Indianápolis foi satisfatório: largando em trigésimo-primeiro lugar, Karam terminou a prova em nono, a +3.284 do vencedor, Ryan Hunter-Reay.

## Links
- Site oficial de Sage Karam (em inglês)
- Perfil de Sage Karam no site Driverdb.com (em inglês)